# Aricia elongata
Aricia elongata är en fjärilsart som beskrevs av Courvoisier 1910. Aricia elongata ingår i släktet Aricia och familjen juvelvingar. Inga underarter finns listade i Catalogue of Life.